# 金峰神社 (にかほ市)
金峰神社（きんぽうじんじゃ）は、秋田県にかほ市象潟町小滝にある神社である。

## 祭神
- 少彦名神ほか8柱
  - 神仏分離以前は鳥海大権現と蔵王権現が祭神であった。

## 歴史
社伝では役行者が小滝の少彦名神に蔵王権現を合わせ祀り、斉衡3年（856年）、円仁（慈覚大師）が鳥海山の巨人「手長足長」を退治した際に鳥海大権現と蔵王権現を奉じたとされている。鳥海山大物忌神社の別当寺であったともいわれるが、江戸時代には「蔵王堂」と呼ばれ、龍山寺を別当とする宮寺一体の形態で鳥海修験の中心地の一つとして信仰を集めた。明治2年（1869年）に「鳥海神社」と改名し、大正2年（1913年）には境内社の熊野神明社を合祀して現社名「金峰神社」に改称した。

## 神事
例祭で演じられる「チョウクライロ舞」は、2004年（平成16年）2月、「小滝のチョウクライロ舞」として国の重要無形民俗文化財に指定されている。

## 文化財

### 秋田県指定有形文化財
- 木造狛犬1対（彫刻。昭和45年4月2日指定）
- 木造観音菩薩立像1躯（彫刻。昭和46年1月9日指定） - 平安時代末期の作ともされる杉の一木造
- 木造蔵王権現立像3躯（彫刻。同上）

## 交通
- JR羽越本線象潟駅から横岡行バスで15分、奈曽滝下車